# Charlie Ventura
Charlie Ventura, właśc. Charles Venturo (ur. 2 grudnia 1916 w Filadelfii, zm. 17 stycznia 1992 w Pleasantville) – amerykański saksofonista jazzowy.

## Życiorys
Pochodził z dużej i muzykalnej rodziny. Jego pierwszym instrumentem był saksofon C melody. Następnie grał na alcie, żeby ostatecznie zdecydować się na tenor.
W 1942 zrezygnował z pracy zarobkowej w filadelfijskiej stoczni marynarki wojennej Stanów Zjednoczonych. Zdecydował bowiem dołączyć do orkiestry Gene’a Krupy. Został w niej głównym solistą, grając w latach 1942−1943 i 1944−1946. Przez dzielący wymienione okresy rok występował w zespole Teddy’ego Powella.
Podczas współpracy z Krupą zdobył dużą popularność. W 1945 w głosowaniu czytelników w plebiscycie tygodnika jazzowego „DownBeat” zajął pierwsze miejsce w kategorii saksofonu tenorowego. W następnym roku założył własny big-band, który jednak nie cieszył się popularnością. Powodzenie natomiast zyskał jego mały zespół, w skład którego wchodzili: trębacz Conte Candoli, puzonista Bennie Green, saksofonista altowy Boots Mussulli i perkusista Ed Shaughnessy.
Początkowo nagrywał dla małych wytwórni. Później jednak podpisał kontrakt z firmą RCA Victor, zainteresowaną wówczas nowym stylem w jazzie – bebopem. Podobno ktoś z dyrekcji powiedział mu, że wytwórnia życzy sobie słowa „bop” w nazwie zespołu. Ventura więc nazwał swoją formację: „Bop for the People”, co mogło sugerować, iż wykonywana przez nią muzyka, choć bopowa, będzie przystępna. W rezultacie powołał w 1948 kolejny big-band, ale i ten szybko zmniejszył do oktetu. Z orkiestry pozostawił w nim śpiewający duet – Jackie & Roy (Jackie Cain i Roy Kral), którego wokalistyka miała niemały wpływ na brzmienie zespołu. Grupa Bop for People działała do końca 1949. W jednej z sesji nagraniowych uczestniczył nawet sam Charlie Parker. Choć Ventura nie odniósł sukcesu komercyjnego na niwie bebopu, przyczynił się do popularyzacji tego stylu.
W latach 50. prowadził z powodzeniem kwartet The Big Four, w którego składzie oprócz niego grali: kontrabasista Chubby Jackson, perkusista Buddy Rich i pianista Marty Napoleon. Ponadto przez krótki czas prowadził w Filadelfii swój klub. Powrócił także do współpracy z duetem Jackie & Roy oraz występów w małych zespołach Krupy, z którym grał również w następnej dekadzie.
Pomimo pogarszającego się stanu zdrowia, pozostał aktywny zawodowo. M.in. pracował w Las Vegas z aktorem, stand-uperem i piosenkarzem Jackiem Gleasonem. W latach 70. i 80. nagrywał płyty i prowadził różne zespoły. Odwiedził Polskę i grał m.in. z saksofonistą Januszem Muniakiem.
Zmarł w 1992 na raka płuc w domu opieki w Pleasantville. Przyjaciele nazywali go: „Chazz”. Miał 75 lat. Został pochowany na cmentarzu Holy Cross w miejscowości Yeadon w hrabstwie Deleware w stanie Pensylwania.

## Dyskografia

### Jako lider i współlider
- 1950 Stomping with the Sax – Charlie Venturo (Crystalette Records)
- 1953
  - Charlie Ventura (Imperial)
  - Gene Norman Presents Charlie Ventura Concert Featuring The Charlie Ventura Septet (Decca)
- 1955
  - Jumping with Ventura (EmArcy)
  - Charlie Ventura’s Carnegie Hall Concert (Norgran)
- 1956 The New Charlie Ventura in Hi-Fi (Baton Records)
- 1957
  - Here’s Charlie (Brunswick Records)
  - Adventure With Charlie (King)
  - Charlie Ventura Plays Hi-Fi Jazz (Tops Records)
- 1958 East Of Suez (Regent Records)
- 1977 „Chazz” '77 – The New Charlie Ventura Sextet with Urbie Green and Warren Vaché (Famous Door)
- 2021 Charlie Ventura – Adventure with Charlie – Expanded Edition (Jasmine)

### Jakosideman
Z Jazz at the Philharmonic
- 2001 Jazz at the Philharmonic – Charlie Parker–Dizzy Gillespie–Buddy Rich–Lester Young–Buck Clayton–Coleman Hawkins–Charlie Ventura (Arpeggio)

Z Genem Krupą
- 1964 The Great New Gene Krupa Quartet Featuring Charlie Ventura (Verve))